# Haapaluoto (ö i Satakunta)
Haapaluoto är en ö i Finland. Den ligger i sjön Koskeljärvi och i kommunen Eura i den ekonomiska regionen  Raumo ekonomiska region  och landskapet Satakunta, i den sydvästra delen av landet, 170 km nordväst om huvudstaden Helsingfors. Öns area är 5,7 hektar och dess största längd är 330 meter i nord-sydlig riktning.